# Paul Williams (The Temptations)
Pour les articles homonymes, voir Paul Williams et Williams.
Paul Williams est un chanteur américain, né le 2 juillet 1939 à Birmingham, dans l'Alabama, et mort le 17 août 1973 à Détroit, dans le Michigan. Il est l'un des membres fondateurs du groupe de soul The Temptations.

## Biographie
Originaire de Birmingham, dans l'Alabama, Paul Williams se lie d'amitié avec Eddie Kendricks dans son enfance. En 1960, ils forment les Temptations avec Melvin Franklin, Elbridge Bryant et Otis Williams (un simple homonyme). Le groupe signe chez Motown l'année suivante et connaît un grand succès dans les années 1960. La voix de baryton de Paul Williams se distingue particulièrement sur des chansons comme For Once in My Life. C'est également lui qui crée les chorégraphies du groupe à leurs débuts.
Souffrant de drépanocytose, Paul Williams sombre dans la dépression et l'alcoolisme. Il quitte les Temptations en 1971, étant devenu incapable de se produire sur scène avec le groupe. Il est remplacé par Richard Street.
Alors qu'il travaille sur de nouvelles chansons en solo pour la Motown, il se suicide par balle le 17 août 1973.
Il est inhumé au Lincoln Memorial Park de Clinton Township, dans le comté de Macomb (Michigan).